# Saint-Cyr-de-Favières
Saint-Cyr-de-Favières é uma comuna francesa na região administrativa de Auvérnia-Ródano-Alpes, no departamento de Loire. Estende-se por uma área de 14,11 km². Em 2010 a comuna tinha 969 habitantes (densidade: 68,7 hab./km²).